# کتابخانه ریاست جمهوری رونالد ریگان

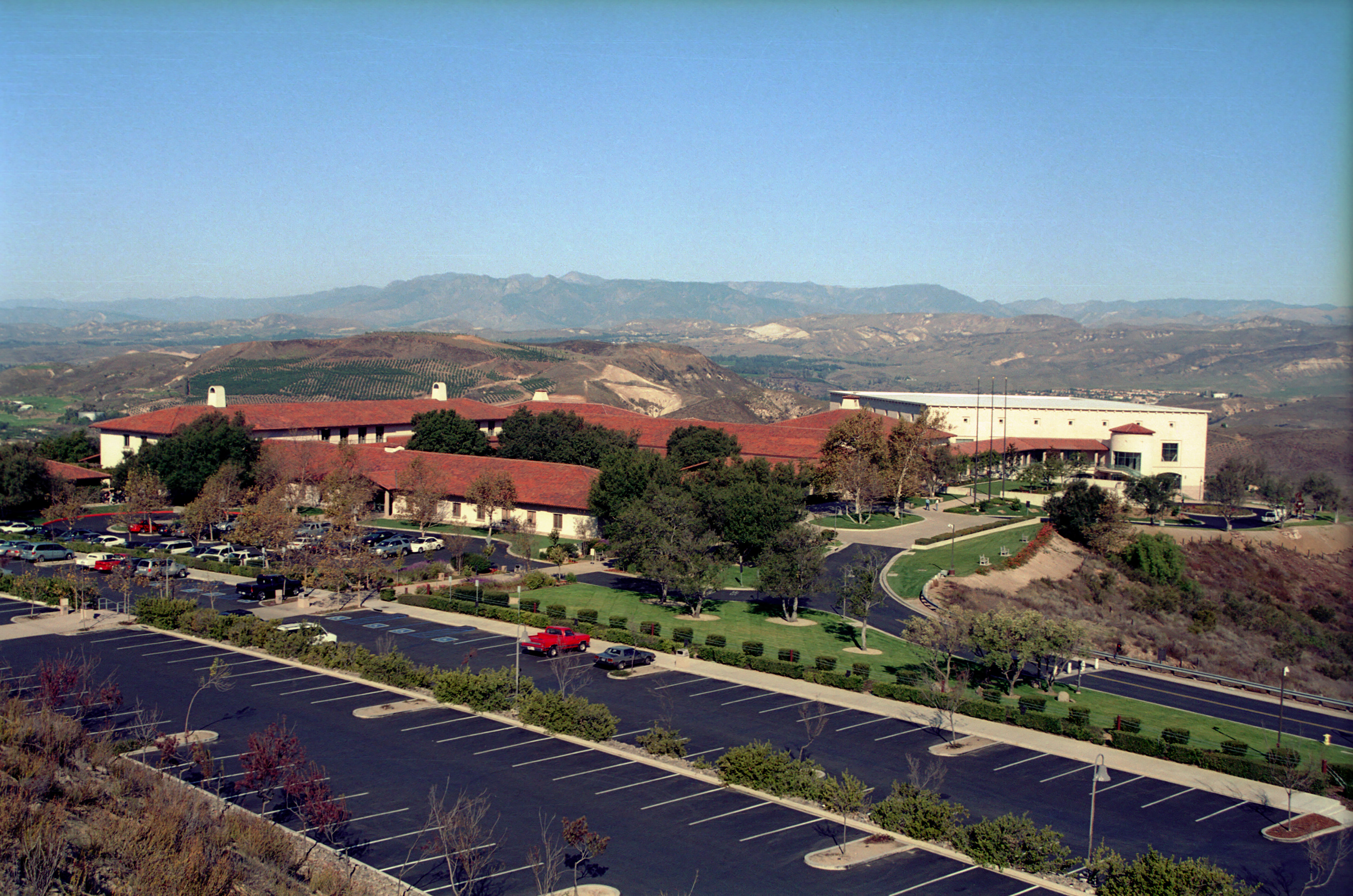
ساختمان اصلی کتابخانه

موزه و کتابخانه ریاست جمهوری رونالد ریگان (به انگلیسی: Ronald Reagan Presidential Library) یک مرکز فرهنگی و کتابخانه اسناد دولتی دوران ریاست جمهوری رونالد ریگان است.
این مرکز فرهنگی در سیمی ولی، کالیفرنیا واقع شده‌است. هیو ستابینز معمار بنا است.